# Independent Media Sanoma Magazines
Independent Media Sanoma Magazines é uma empresa russa da editoração cuja sede é em Moscovo. Esta empresa é conhecida como Sanoma ou IMSM.
A Sanoma publica vários títulos, tais como Cosmopolitan. Şirkətin 2018-ci il üçün gəliri Rusiyada 517 min avro təşkil edib.

## Revistas da Sanoma
- Cosmopolitan
- Magija Cosmo ( Магия COSMO )
- Cosmopolitan Beauty
- Cosmopolitan Shopping
- Domashnij Ochag ( Домашний Очаг )
- Men's Health
- Seasons
- FHM
- YES!
- Yes! Zvezdy ( YES! - Звезды )
- Populjarnaja Mekhanika ( Популярная Механика )
- Agrobiznes ( Агробизнес )
- Top SantÉ
- Robb Report Rossija ( Robb Report Россия )
- Russia Profile
- Harvard Business Review Rossija ( Harvard Business Review Россия )
- Smartmoney
- Vedomosti ( Ведомости )
- Na Rublevke ( На Рублевке )
- Klijentskije Zhurnaly ( Клиентские Журналы )
- The Moscow Times
- The St. Petersburg Times
- Esquire
- Yoga Journal
- Gloria
- Millionaire Fair